# 岩手県道264号二戸軽米線
岩手県道264号二戸軽米線（いわてけんどう264ごう にのへかるまいせん）は、岩手県二戸市と九戸郡軽米町を結ぶ一般県道である。

## 概要
折爪岳の北側を通って二戸と軽米を最短距離で結ぶルートだが、急勾配・急カーブや幅員狭小箇所が多い。さらに、夏場になると道路近隣に生い茂る木や草などでさらに幅員が狭くなる傾向がある上に、野性動物（野生のネコ、ウサギ、タヌキなど）とかなり高い確率で遭遇する為、当該沿線に住居がある人間でもなければまず利用することはほとんどない。
なお軽米町中心部・軽米町役場前から軽米ICまでの区間は国道395号の旧道との重複区間である。

### 路線データ
- 起点：二戸市米沢字荒谷（岩手県道32号二戸田子線交点）
- 終点：九戸郡軽米町軽米字大日向（軽米IC、国道340号交点）

## 路線状況

### 重複区間
- 岩手県道274号二戸一戸線（二戸市堀野 - 二戸市福岡）

## 地理

### 通過する自治体
- 二戸市
- 九戸郡軽米町

### 交差する道路
- 岩手県道32号二戸田子線（起点）
- 岩手県道274号二戸一戸線（二戸市堀野字天神）
- 岩手県道274号二戸一戸線（二戸市福岡字中長嶺）
- 国道340号（九戸郡軽米町山内字和堂地）
- 八戸自動車道 軽米IC・国道340号（終点）